# 風車群島

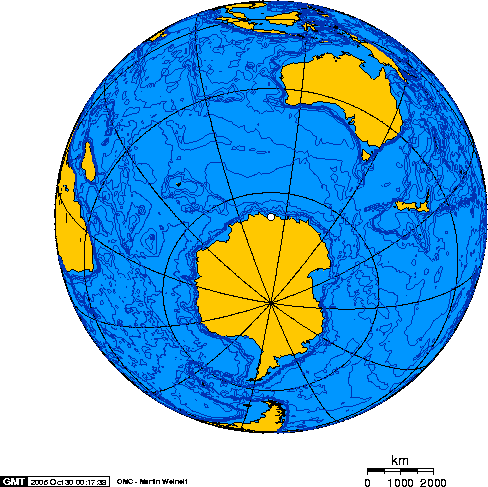

風車群島（英語：Windmill Islands）是南極洲的群島，位於南冰洋海域，由約20座島嶼組成，島上無人居住，澳洲在南極條約體系下擱置對該島的領土主權要求。
66°20′S 110°28′E / 66.333°S 110.467°E